# Meister des Severi-Sarkophags

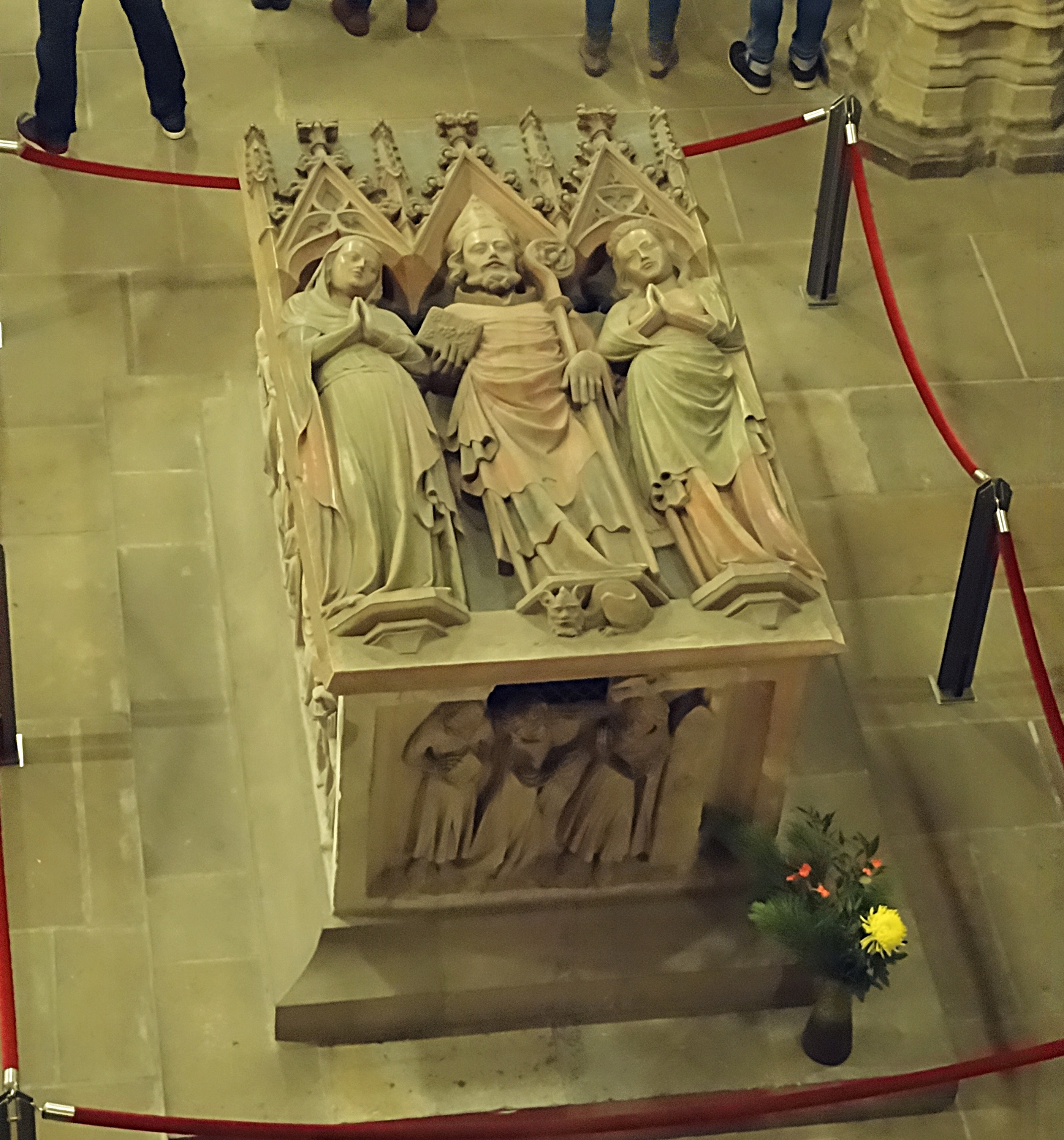
Severi-Sarkophag, Erfurt, um 1365

Als Meister des Severi-Sarkophags in Erfurt werden der oder die gotischen Bildhauer und die Werkstatt bezeichnet, die um 1365 den Severi-Sarkophag, den Sarkophag des heiligen Severus in der Severikirche von Erfurt geschaffen haben. In diesem werden die im Jahre 836 nach Erfurt überführten Gebeine des Erzbischofs von Ravenna aufbewahrt. Der Sarkophag steht im südlichen Seitenschiff der Kirche.

## Darstellungen auf dem Sarkophag
Wohl zwei unterschiedliche Bildhauer haben auf dem aus Sandstein gehauenen Werk auf der Deckelplatte den Heiligen und seine Familie und auf den vier Seitenwänden des Kastensarkophags Szenen aus seinem Leben und eine Szene aus dem Neuen Testament dargestellt:
- Grabplatte: Severus, seine Frau Vincentia und Tochter Innocentia
- Seitenwände:
  - Anbetung der Heiligen Drei Könige
  - Abschied des Wollwebers Severus von seiner Familie
  - (Tauben-)Wunder der Bischofswahl des heiligen Severus
  - Feierliche Inthronisation des heiligen Severus

Der Stil der Figuren des Sarkophages zeigt noch die Straffheit der Hochgotik. Als möglichen Meister der Seitenwände benannte Otto Buchner 1902/1903 den Bildhauer Johannes Gehart.

## Kunsthistorische Bedeutung
Der Severi-Sarkophag ist ein Beispiel in der Gotik, durch oberirdische Aufstellung die Heiligkeit des Bestatteten zu betonen. Solche Bestattung zeigt in der Epoche den heiligenähnlichen Status „Gerechter“, weltlicher Herrscher und Kirchenfürsten. Ursprünglich deckten und schützten in den Fußboden von Kirchen eingelassene Grabplatten das Grab hochgestellter Personen. Es wird seit langem in der Kunstgeschichte diskutiert, aus welchem Grund dann Hochgrabmale in der Gotik entstanden. Dabei wird der Severi-Sarkophag von 1365 als eines der bekannten ersten Beispiele genannt, durch einen Sarkophag in plastischer Figürlichkeit ein greifbares und bleibendes Monument der Ehrung eines Verstorbenen zu schaffen, das in prominenter Lage steht. Dabei ist der steinerne Sarkophag eine Wiederholung römisch-griechischer antiker Vorläufer solcher Bestattungspraktik hochgestellter Personen.

## Geschichte des Severi-Sarkophages
Nach einem Brand 1472 des Westchores wurden das Grabmal zerlegt und die Seitenplatten anderweitig aufgestellt. Die originale Deckplatte wurde als Aufsatz für den Severusaltar im südlichen Querhausarm verwendet. Erst 1948 wurden die Seitenteile wieder zusammengefügt und 1982 ein Abguss der originalen Deckplatte aufgesetzt.

## Werke (Auswahl)
- Severi-Sarkophag, Severikirche. Erfurt

Dem Meister des Severisarkophages und seiner Werkstatt werden weiter zugeordnet:
- Kreuzigungsrelief, Andreaskirche, Erfurt[8]
- Hl. Elisabeth, Barfüßerkirche, Erfurt
- Kreuzigungsgruppe, Peterskirche, Erfurt
- Grabanlage des Gerlach von Nassau, Kloster Eberbach, Rheingau[9][10]
- Epitaph Heinrichs von Meiningen und seiner Gattin Margaretha, Augustinerkirche, Erfurt